# Девід Додд
Девід Лефевр Додд (англ. David LeFevre Dodd.jpg, 23 серпня 1895 — 18 вересня 1988 рр.) — американський педагог, фінансовий аналітик, автор, економіст, професійний інвестор, а в студентські роки став протеже і близьким колегою Бенджаміна Грема в Колумбійській бізнес-школі.
Біржовий крах 1929 року (чорний вівторок) практично розорив Грема, який почав викладати рік тому в його альма-матер, Колумбія. Збиток надихнув Грема шукати більш консервативний, безпечний спосіб інвестувати. Грехем погодився навчати за умови, що хтось буде робити нотатки. Додд, потім молодий інструктор у Колумбії, зголовився добровільно. Ці транскрипції послужили основою для аналізу книги «Аналіз цінних паперів» (Security Analisys) 1934 року, яка оцифрувала концепцію вартісних інвестицій. Це найдовший інвестиційний текст, який коли-небудь публікувався.